# 円派
円派（えんぱ）は、 平安時代中期から鎌倉時代の仏師の一派。祖は定朝の弟子長勢、三条仏所を形成し京都を中心に活躍。仏師号に「円」の一字を持つことから名付けられ、同じく仏師号の一字に由来する慶派・院派とともに京都に仏所を構え、造仏活動を行う。
円派は明円以降、奈良、鎌倉に主流が移り衰微する。

## 主な仏師
- 円勢
- 長円
- 賢円